# Гітерн
Гітерн, гітерна, квінтарна (фр. guiterne, лат. quitarra, quinterna, ghiterna, нім. Quintern, англ. gittern) — струнний щипковий інструмент, був поширений у Пізньому Середньовіччі в Західній Європі.

## Опис
Сучасні уявлення про будову гітерна у зв'язку з відсутністю його органологічних описів у стародавніх джерелах ґрунтуються насамперед на музичній іконографії. Перші зображення інструменту відомі в іллюмінованому іспанському рукопису з кантигами Діви Марії (бл. 1280), в значній кількості — на живописних полотнах, у книжкових мініатюрах і скульптурних рельєфах (різного походження) XIV–XV століття.
Як і у лютні, у гітерна грушоподібний корпус, однак, як такої чіткої межі між корпусом, шийкою і кілковою коробкою немає — як правило, інструмент вирізувався з єдиного шматка дерева. На відміну від лютні, резонатор і шийка гітерна меншого розміру. Кількість струн коливалося (як і у багатьох інших стародавніх струнних інструментах), але, як правило, їх було чотири-п'ять (звідси лат. quinterna і нім. Quintern, від лат. quinque — п'ять), організованих в подвійні хори. Налаштування гітерни невідоме.
Відомі три автентичних примірника гітерна, що походять з XV століття: перший зберігається в Метрополітен-музеї (Мілан, бл. 1420), другій (5-струнний) — у музеї Вартбурзького замку (Німеччина, бл. 1450), третій (4-струнний) був виявлений у 2004 році в археологічному музеї в Ельблонзі, Польща).
Ідентифікація гітерна — предмет наукових дискусій, головним чином, з тієї причини, що в старовинних документах для гітерна і цитолі використовувалися дуже схожі терміни — обидві назви безсумнівно походять від одного лексичного прототипу, лат. cithara. Деякі дослідники вважають гітерн попередником іспанської віуели та італійської мандоліни (через посередництво інструменту, популярного в XVI столітті — мандори).

## Історія
Гітерн, ймовірно, був запозичений у ХІІІ столітті (разом з лютнею-удом) в арабів Середземномор'я. Специфічний для його позначення французький термін відомий з другої половини XIV століття, наприклад, у Гійома де Машо в поетичній хроніці «Взяття Олександрії» («Prise Alexandrie», 1364) і в трактаті «Мистецтво поезії» («l'art de dictier», 1393) Есташа Дешана. Латинська назва відома з XIII століття: вперше у Йоана де Грокейо (quitarra sarracenica), у XIV столітті у Філіппо Віллані в «Книзі про походження Флоренції та її знаменитих громадян» (1396; quintaria), нарешті, він широко представлений у музично-теоретичних трактатах XV століття в анонімних авторів, у Павла Празького (quinterna) і у Йоана Тінкторіса (ghiterra, ghiterre, ghiterna).
Гнат Хоткевич згадує інструмент під назвою "квінтарна" у своїй книзі "Музичні інструменти українського народу".

## Галерея

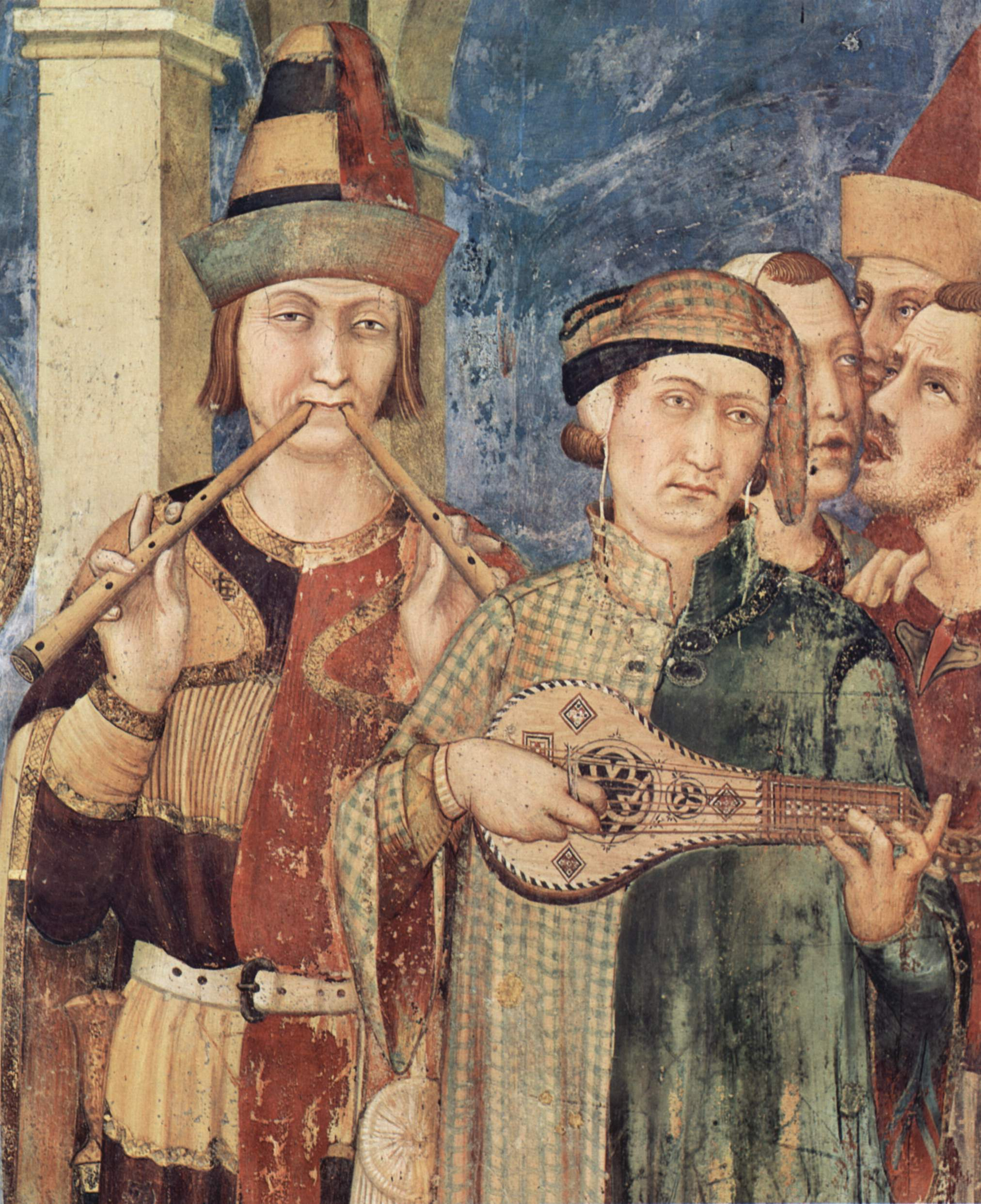
Сімоне Мартіні. Фреска "Житіє св. Мартіна", 1322-26 (деталь) з церкви св. Франциска (Ассізі). Гитерн зображений в руках музиканта праворуч (музикант зліва грає на інструменті типу подвійного авлоса/тибії)
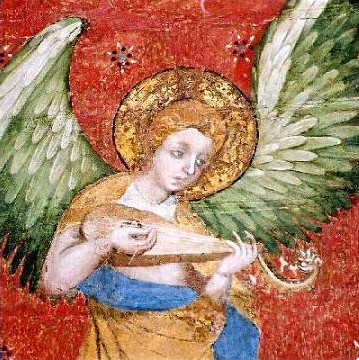
Ангел грає на гітерні. Катедральний собор Сент-Жюльєн дю Манс. Франція. бл. 1325 р.
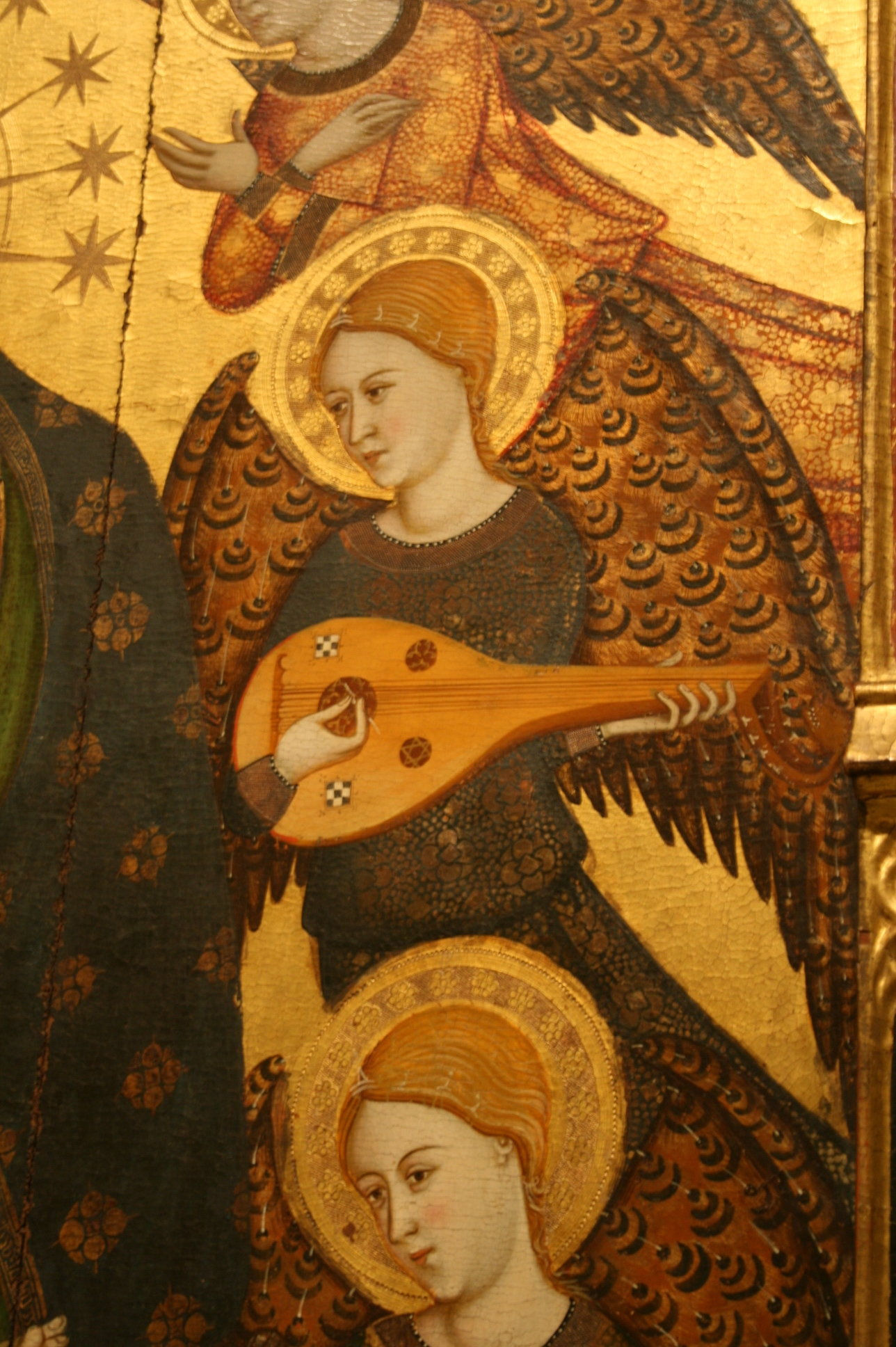
Один з ангелів грає на гітерні. Елемент картини «Діва, що годує немовля». Художник — Лоренцо Сарагоса. Іспанія, кін. XIV століття.
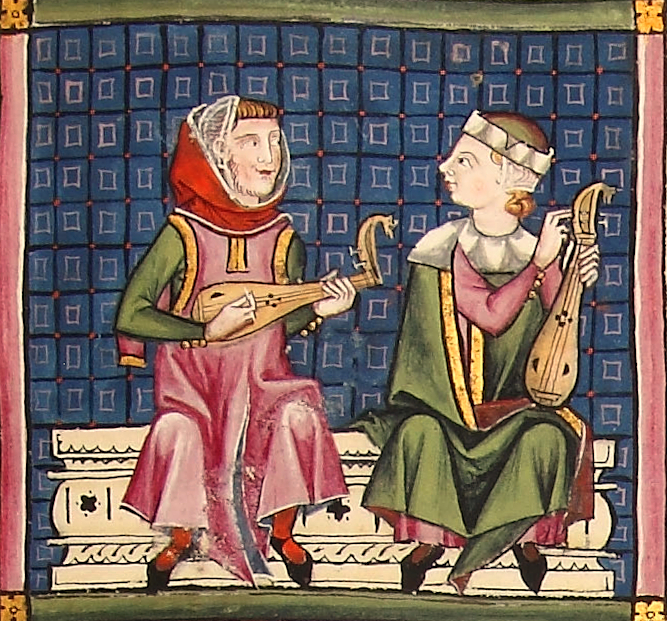
Гітерни у Кантігас-де-Санта-Марія, близько 1280 року нашої ери.